# Nhữ Thị Thục
Nhữ Thị Thục (chữ Hán: 汝氏俶, 1464 - 1549), còn gọi là Từ Thục Thái phu nhân (慈淑夫人), Nhữ phu nhân (汝夫人) hoặc Trình mẫu (程母) là một nữ lưu nổi tiếng trong nhiều câu chuyện về Nguyễn Bỉnh Khiêm thời Lê sơ. Bà nổi tiếng với vai trò không chỉ là mẹ của Trạng Trình, mà còn là người có ảnh hưởng lớn đến việc giáo dục, hình thành nhân cách của Trạng Trình từ lúc thơ ấu.
Những giai thoại, truyền thuyết về cuộc đời bà cũng ly kỳ tựa như những giai thoại về người con lỗi lạc của bà. Bà là hình mẫu người phụ nữ rất hiếm gặp trong lịch sử Việt Nam: thông minh, quyết đoán, học rộng, giỏi văn chương, kinh sử, lại tinh thông cả dịch lý, tướng số, mang chí lớn của bậc trượng phu. Bà tâm niệm rằng: "nếu không lấy được chồng làm Thiên tử, thì con bà sinh ra sau này cũng phải làm Thiên tử một nước".

## Thân thế
Từ Thục Nhữ phu nhân người làng An Tử Hạ, huyện Tiên Minh, xứ Hải Dương (nay thuộc xã Kiến Thiết, huyện Tiên Lãng, thành phố Hải Phòng). Phần lớn cuộc đời bà trải qua dưới thời Hồng Đức của nhà Lê sơ, giai đoạn được coi là đỉnh cao của chế độ quân chủ phong kiến tập quyền ở Việt Nam do sự trị vì của Lê Thánh Tông. Hầu như tất cả những cuốn sách, công trình nghiên cứu về tiểu sử Trạng Trình Nguyễn Bỉnh Khiêm đều nhắc đến công lao dưỡng dục của mẹ ông.
Nhữ thị sinh trưởng trong một gia đình khoa bảng danh giá, con gái của quan Thượng thư bộ Hộ, tiến sĩ Nhữ Văn Lan (汝文欗) dưới thời Lê Thánh Tông. Dù xuất thân quý tộc nhưng phải qua gần hết thời nữ nhi bà mới chọn được người ưng ý để kết duyên vợ chồng. Người được bà chọn kết duyên cũng thật đặc biệt. Ông Nguyễn Văn Định vốn là một thầy đồ ít tiếng tăm sinh trưởng tại huyện Vĩnh Lại (Vĩnh Bảo ngày nay) nằm cách huyện Tiên Minh có một khúc sông nhỏ, xuất thân cũng chẳng phải dòng dõi danh gia. Nhưng bà Nhữ Thị Thục đến với ông bởi thấy ở ông có tướng sinh quý tử.
Tương truyền, bà đã tính toán cẩn thận ngày giờ hợp cẩn để sinh ra Nguyễn Văn Đạt (tên khai sinh của Nguyễn Bỉnh Khiêm). Khi Nguyễn Bỉnh Khiêm còn nhỏ, ông đã được bà hát ru bằng những câu dân ca hoặc những vần thơ do bà sáng tác, khi ông lên 4 tuổi, bà đã đem kinh truyện dạy cho con. Rồi đến khi thấy kiến thức của mình không còn đủ để truyền cho con, bà đã gửi gắm Nguyễn Bỉnh Khiêm cho những nhà Nho nổi danh đương thời dạy dỗ. Công lao của bà sau này đã được chính Nguyễn Bỉnh Khiêm ghi nhớ trong bài Tựa Bạch Vân am của ông. Hiện tại, phần mộ của bà bên cạnh phần mộ song thân là vợ chồng quan thượng thư Nhữ Văn Lan vẫn được bảo quản nguyên vẹn tại quê nhà trong gần 500 năm qua.

## Giai thoại và những nghi vấn
Cuộc đời bà Nhữ Thị Thục cũng nhiều giai thoại và truyền thuyết như cuộc đời người con trai Nguyễn Bỉnh Khiêm của bà. Tương truyền, bà đã tính toán cẩn thận ngày giờ hợp cẩn cho việc sinh ra người con Nguyễn Văn Đạt mà bà tin tưởng sẽ làm nên đế nghiệp sau này. Giai thoại nói rằng ngay từ đêm tân hôn bà đã dặn trước với chồng (Nguyễn Văn Định) là khi nào trăng lên đến đầu ngọn tre mới được động phòng, nào ngờ ông Văn Định động phòng hơi sớm nên bà thụ thai không đúng giờ tốt, vì thế tuy sinh quý tử nhưng không đạt được tới ngôi thiên tử về sau.
Một hôm khi bà đi vắng, ông Định ở nhà với con và tình cờ hát: “Nguyệt treo cung, nguyệt treo cung”. Không ngờ Bỉnh Khiêm nhanh nhảu ứng đối lại ngay: “Vịn tay tiên, nhè nhẹ rung”. Khi bà về đến nhà, ông rất tâm đắc kể lại chuyện ấy thì bị bà trách: “Nuôi con mong làm vua làm chúa, cớ sao lại mong làm bầy tôi “ (Nguyệt chỉ bầy tôi).
Lại một lần khác, bà dạy Bỉnh Khiêm câu hát: “Bống bống bang bang, ngày sau con lớn con tựa ngai vàng”. Ông Định hoảng sợ vì nếu triều đình hay được sẽ mất đầu về tội khi quân, nên sửa lại: “Bống bống bang bang, ngày sau con lớn con vịn ngai vàng”. Nhiều lần như vậy, bà rất bất bình nên bỏ đi khiến Bỉnh Khiêm lớn lên chỉ được ở cạnh bố.
Đến nay các nhà nghiên cứu vẫn đang lý giải nhiều nghi vấn về cuộc đời và hành trạng của bà. Nghi vấn thứ nhất là tại sao khi bà mất nhưng mộ phần không đặt bên nhà chồng tại xã Lý Học, huyện Vĩnh Bảo mà lại an táng bên nhà cha mẹ đẻ ở thôn An Tử Hạ, xã Kiến Thiết, huyện Tiên Lãng bởi vì dân gian từ xưa vẫn luôn quan niệm rằng thuyền theo lái, gái theo chồng, sống làm dâu, chết làm ma nhà người (hiện nay, trải qua gần 500 năm, ngôi mộ của bà Nhữ Thị Thục và mộ của cha mẹ đẻ là vợ chồng quan Thượng thư Nhữ Văn Lan vẫn được gìn giữ nguyên vẹn tại thôn An Tử Hạ quê nhà).
Nghi vấn thứ hai là bà có đồng thời là mẹ đẻ của cả Trạng Trình và Trạng Bùng Phùng Khắc Khoan hay không trong khi Phùng Khắc Khoan sinh sau Nguyễn Bỉnh Khiêm 37 năm mà theo truyền thuyết bà Nhữ Thị Thục kết duyên với ông Nguyễn Văn Định (cha của Nguyễn Bỉnh Khiêm) khi tuổi của bà cũng không còn trẻ vào thời ấy (đã ngoài 20 tuổi). Nghi vấn thứ ba là liệu trong lịch sử đã từng có một cuộc hội ngộ giữa hai mẹ con phu nhân Nhữ Thị Thục và Nguyễn Văn Đạt (tên khai sinh của Nguyễn Bỉnh Khiêm) với người thanh niên đánh cá tên là Mạc Đăng Dung (sau này trở thành vị vua sáng lập ra triều Mạc) hay không.

## Đánh giá
Hầu như tất cả những nhà nghiên cứu về Trạng Trình Nguyễn Bỉnh Khiêm đều đánh giá cao vai trò của bà Nhữ Thị Thục trong việc hình thành nhân cách, trí tuệ và nhất là biệt tài lý số của con trai bà.
Tại Hội thảo khoa học "Vai trò của người mẹ và dòng họ ngoại với danh nhân Nguyễn Bỉnh Khiêm", cố giáo sư sử học Trần Quốc Vượng đã nhận xét: Bà Nhữ Thị Thục - thân mẫu danh nhân văn hóa Nguyễn Bỉnh Khiêm là một trong ba người phụ nữ nổi tiếng, tài trí hơn người của Việt Nam ở thế kỷ XVI. Đó là Trạng nguyên Linh phi Nguyễn Thị Duệ, Quận công Nhữ Thị Thuận và phu nhân Nhữ Thị Thục.
Nguyễn Bỉnh Khiêm trong bài Tựa Bạch Vân am của ông cũng đã khẳng định và tỏ lòng biết ơn công lao cũng như nhiệt tâm của người mẹ trong việc dạy dỗ mình những năm đầu đời.